# Encrateola brevicauda
Encrateola brevicauda là một loài tò vò trong họ Ichneumonidae.